# Fejervarya
Fejervarya là một chi động vật lưỡng cư trong họ Dicroglossidae, thuộc bộ Anura. Chi này có khoảng 40-45 loài và 15% bị đe dọa hoặc tuyệt chủng.

## Danh sách loài
Nhóm F. limnocharis (chủ yếu ở Đông Nam Á)
- Fejervarya cancrivora (Gravenhorst, 1829)
- Fejervarya iskandari Veith, Kosuch, Ohler & Dubois, 2001
- Fejervarya limnocharis (Gravenhorst, 1829)
- Fejervarya orissaensis (Dutta, 1997)
- Fejervarya vittigera (Wiegmann, 1834)
- Fejervarya cf. limnocharis/orissaensis 'Thái Lan'[2]

Nhóm F. syhadrensis (chủ yếu ở Nam Á)
- Fejervarya brevipalmata (Peters, 1871)
- Fejervarya asmati Howlader, 2011
- Fejervarya caperata Kuramoto, Joshy, Kurabayashi & Sumida, 2007
- Fejervarya granosa Kuramoto, Joshy, Kurabayashi & Sumida, 2007
- Fejervarya greenii (Boulenger, 1905)
- Fejervarya kirtisinghei (Manamendra-Arachchi & Gabadage, 1996)
- Fejervarya kudremukhensis Kuramoto, Joshy, Kurabayashi & Sumida, 2007
- Fejervarya mudduraja Kuramoto, Joshy, Kurabayashi & Sumida, 2007
- Fejervarya nilagirica (Jerdon, 1854)
- Fejervarya rufescens (Jerdon, 1854)
- Fejervarya cf. granosa/syhadrensis 'Bangladesh Small Type 5/6'[3]
- Fejervarya cf. limnocharis 'Bangladesh Medium Type/Myanmar'[3]
- Fejervarya sp. 'hpB'[2]
- Fejervarya sp. 'Pilok, Thái Lan'[2]

Incertae sedis
- Fejervarya altilabris
  - Rana altilabris Blyth, 1856
- Fejervarya andamanensis (Stoliczka, 1870)
- Fejervarya asmati Howlader, 2011
- Fejervarya assimilis
  - Rana assimilis Blyth, 1852
- Fejervarya brama
  - Rana brama Lesson, 1834
- Fejervarya frithi[cần kiểm chứng]
  - Pyxicephalus frithii Theobald, 1868
- Fejervarya kawamurai Djong, Matsui, Kuramoto, Nishioka & Sumida, 2011
- Fejervarya keralensis (Dubois, 1981)
- Fejervarya moodiei (Taylor, 1920)
- Fejervarya multistriata
- Fejervarya murthii (Pillai, 1979)
- Fejervarya mysorensis (Rao, 1922)
- Fejervarya nepalensis (Dubois, 1975)
- Fejervarya nicobariensis (Stoliczka, 1870)
- Fejervarya parambikulamana (Rao, 1937)
- Fejervarya pierrei (Dubois, 1975)
- Fejervarya pulla (Stoliczka, 1870)
- Fejervarya raja
- Fejervarya sahyadris
- Fejervarya sakishimensis Matsui, Toda & Ota, 2007
- Fejervarya sauriceps (Rao, 1937)
- Fejervarya schlueteri (Werner, 1893)
- Fejervarya sengupti Purkayastha & Matsui, 2012
- Fejervarya syhadrensis (Annandale, 1919)
- Fejervarya teraiensis (Dubois, 1984)
- Fejervarya triora Stuart, Chuaynkern, Chan-ard & Inger, 2006
- Fejervarya verruculosa (Roux, 1911)
- Fejervarya cf. limnocharis 'Việt Nam -2'[3]

## Hình ảnh

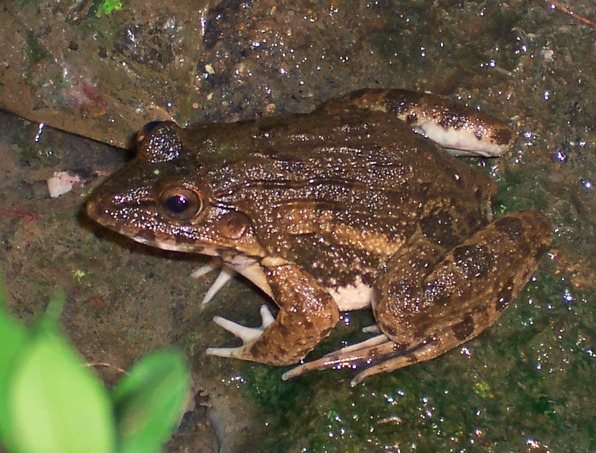
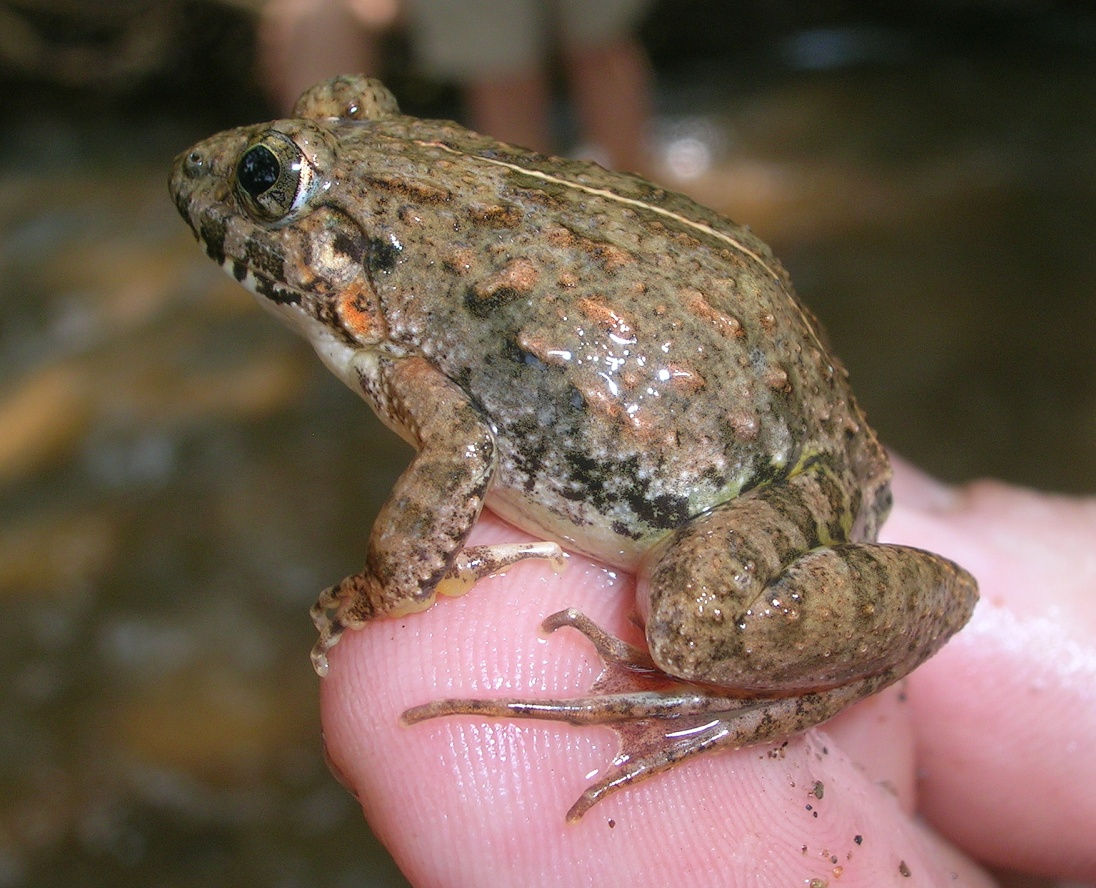
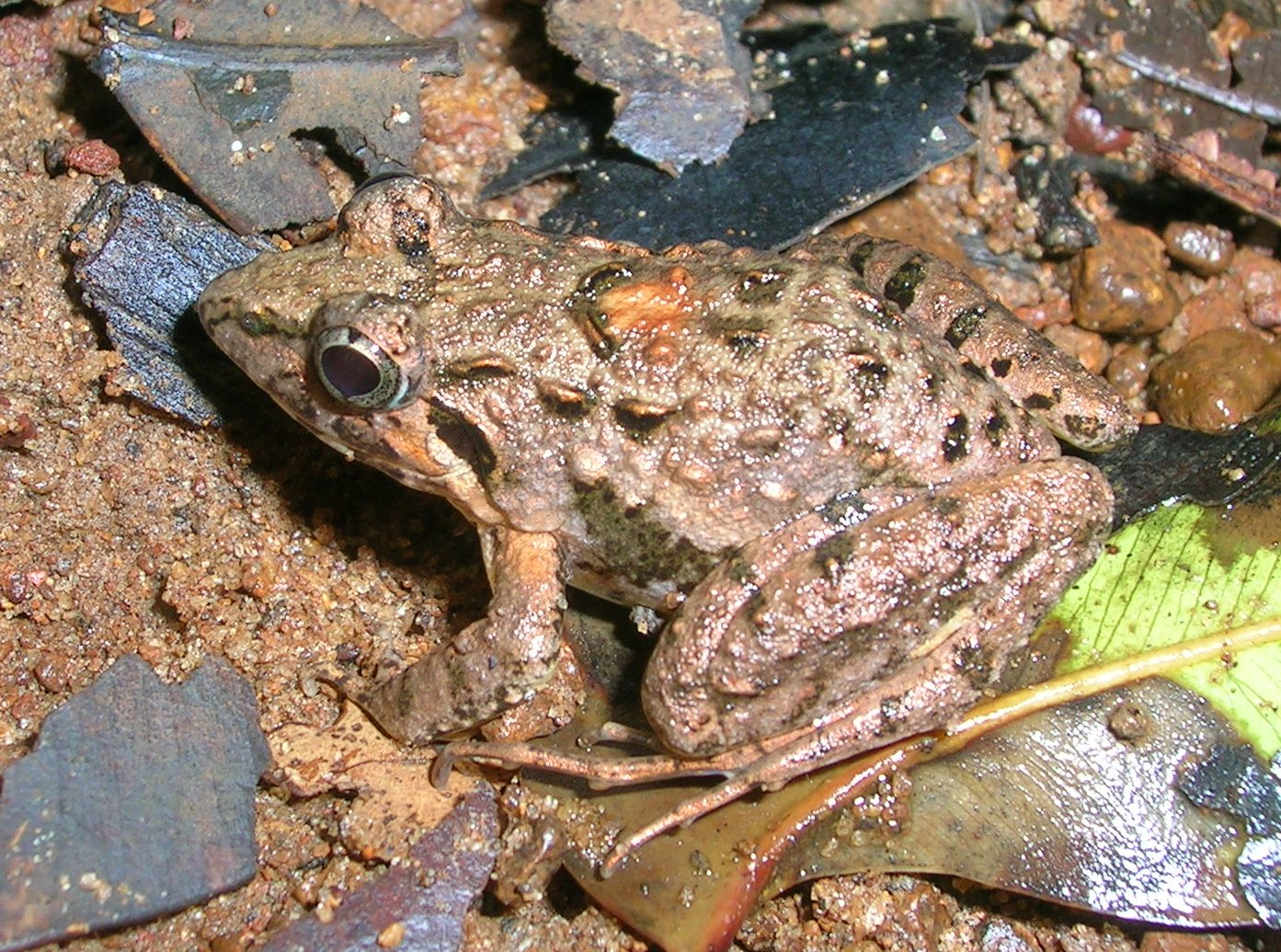
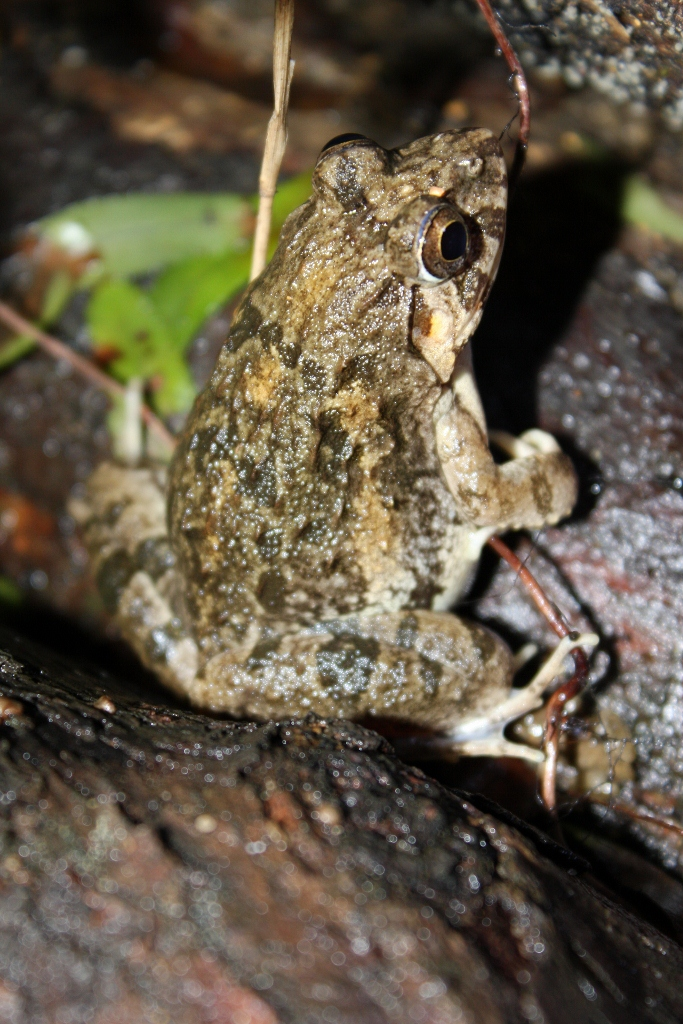